# Oberhausen (Weilheim-Schongau)
Oberhausen è un comune tedesco di 2 145 abitanti, situato nel land della Baviera.